# André Pilette
André Théodore Pilette (Parigi, 6 ottobre 1918 – Etterbeek, 27 dicembre 1993) è stato un pilota automobilistico belga di Formula 1.

## Carriera
Figlio di Théodore Pilette, uno dei primi piloti automobilistici, iniziò a correre ispirato dai racconti sulle gesta del padre, morto in un incidente automobilistico nel 1921. Terminata la seconda guerra mondiale il belga cominciò la sua carriera guidando vetture sport prototipo. Era ormai trentenne quando cominciò a prendere parte alle sue prime gare, ma venne assunto dall'Ecurie Belgique con cui disputò i suoi primi campionati di Formula 1. Nel 1953 ottenne i suoi primi successi in alcune gare minori e nel 1955 fu tra i fondatori dell'Ecurie Nationale Belge.
Ottenne comunque i suoi migliori risultati nelle gare di durata, in particolare alla 24 Ore di Le Mans, in cui concluse secondo nel 1960. Continuò la sua carriera fino alla metà degli anni sessanta, dopodiché decise di ritirarsi per aprire una scuola di guida a Zolder. Tra i talenti da lui scoperti il più noto è stato Thierry Boutsen.
Morì nel 1993 ed è stato sepolto nel Cimitero di Bruxelles.